# Ozero Bogdanovskoje (sjö i Belarus, Vitsebsks voblast, lat 55,48, long 27,02)
Ozero Bogdanovskoje (ryska: Озеро Богдановское) är en sjö i Belarus.   Den ligger i voblasten Vitsebsks voblast, i den norra delen av landet, 180 km norr om huvudstaden Minsk. Ozero Bogdanovskoje ligger 136 meter över havet. Arean är 0,62 kvadratkilometer. Den sträcker sig 1,7 kilometer i nord-sydlig riktning, och 0,9 kilometer i öst-västlig riktning.
I omgivningarna runt Ozero Bogdanovskoje växer i huvudsak blandskog. Runt Ozero Bogdanovskoje är det glesbefolkat, med 16 invånare per kvadratkilometer.